# Soundblaster (Transformers)
Soundblaster est un personnage fictif de l'univers Transformers.

## Séries

### Transformers: Génération 1
Soundblaster est le nom donné à Soundwave après son combat contre Blaster dans Transformers: The Headmasters. Il est très fidèle à Scorponok. Soundblaster apparait quelquefois dans Transformers: Victory en caméo.

### La trilogie de la guerre pour Cybertron
Soundblaster apparait dans la première partie de la série où il est un Mercenaire. Il est ici un clone raté de Soundwave (en) créé par Shockwave, et ne supporte pas que l'on parle de sa ressemblance avec son modèle.
Dans le but de récupérer de l'Energon pour alimenter un pont spatial, Bumblebee accompagné de Arcee et Cog se rend dans son repaire, sous prétexte de lui offrir de l'Energon en plus. Soundblaster fait mine de le laisser passer et tend un piège aux Autobots. Jubilant à l'idée de vendre les Autobots aux Decepticons, sa forteresse est affectée par un virus de Shockwave permettant aux Autobots de s'échapper. Soundblaster n'est plus revu par la suite.

## Transformers: Universe
- Nom: Logos Prime puis Soundblaster
- Affiliation: Unicron, Decepticons
- Protoform: Originel
- Arme: Canon laser, Téléportation, Cyber clef
- Mode Alternative: Jet Cybertronien

Logos Prime est l'un des 13 fils de Primus, dont il est le bras droit. Il n'arrive pas à comprendre sa place auprès des Primes. Après la trahison du Fallen, Unicron massacre plusieurs Prime, et Logos Prime préféra rejoindre Unicron.
Plus tard, Logos quitte la faction d'Unicron et décide de créer une armée de robots. Il crée des robots appelés Decepticons, et prend le nom de Soundblaster. Il devient le dieu des Decepticans.
On apprend dans les comics qu'après la grande reformation, il croise souvent le chemin de Vector Prime. Dans la version de la trilogie d'Unicron, Soundblaster est le gardien des cyber-clefs et le fondateur de la planète X.